# La bellezza del diavolo
La bellezza del diavolo (La Beauté du diable) è un film del 1950 diretto da René Clair. 
La pellicola, di genere fantastico e drammatico, è una tragicommedia dal significato allegorico, ambientata all'inizio del XIX secolo, parla di un alchimista anziano, Henri Faust, a cui viene data la possibilità di essere eternamente giovane dal diavolo Mefistofele.

## Trama
Al termine di un'esistenza dedicata allo studio e alla ricerca scientifica, il professor Faust è tormentato dai rimpianti. Mefistofele gli propone un patto: vendere l'anima in cambio della giovinezza e della ricchezza. Faust non accetta e fra i due inizia una partita in cui ciascuno dei giocatori vuole avere la vittoria.
Il diavolo trasforma Faust nel giovane Enrico e, come in un sogno, gli fa godere i piaceri della giovinezza, della ricchezza e del potere.
Se firmerà il patto che gli viene sottoposto, Faust vedrà il sogno tramutarsi in realtà. Faust firma e acquista un potere tale da costringere il diavolo a rivelargli il futuro: vedendo, riflesse in uno specchio, le conseguenze catastrofiche della potenza e della ricchezza malamente acquistate, Faust impone al diavolo di disfare quel che ha fatto.

## Produzione

### Soggetto
Dichiara lo stesso Clair:"L'idea era quella di dare alla leggenda di Faust una struttura drammatica altrettanto solida di quella di un buon romanzo giallo".

### Riprese
Il film fu girato a Roma nel novembre 1949 negli stabilimenti di Cinecittà.

## Distribuzione
L'anteprima ebbe luogo all'Opéra di Parigi il 16 marzo 1950, alla presenza del presidente della Repubblica francese Vincent Auriol. In Italia fu distribuito nei cinematografi nell'aprile dello stesso anno.

## Accoglienza

### Critica
(Mario Gromo, La Stampa, 17 marzo 1950)
(Alberto Vecchietti, Avanti!, 16 aprile 1950)
(l'Unità, 16 aprile 1950)
(Fernaldo Di Giammatteo, Bianco e Nero n. 10, 1950)
(Giovanna Grignaffini, René Clair, p. 112.)

## Riconoscimenti
- 1950 - Nastro d'argento
  - Migliore colonna sonora a Roman Vlad per il complesso della sua opera
  - Migliore scenografia a Aldo Tomassini e Léon Barsacq
  - Migliore attore straniero a Michel Simon
- 1951 - Premio BAFTA
  - Nomination per il Miglior film
- 1952 - National Board of Review
  - Miglior film straniero